# Spinosaurider
Spinosaurider ("taggödlor") var en familj theropoda dinosaurier som bland annat innefattade släktena Suchomimus, Spinosaurus och Irritator. Spinosauriderna levde under Kritaperioden och lämningar av dem har hittats i Afrika, Europa, Australien, Sydamerika och Asien. Spinosaurus, den största kända spinosauriden, kan även vara den största kända av alla theropoder.

## Biologi

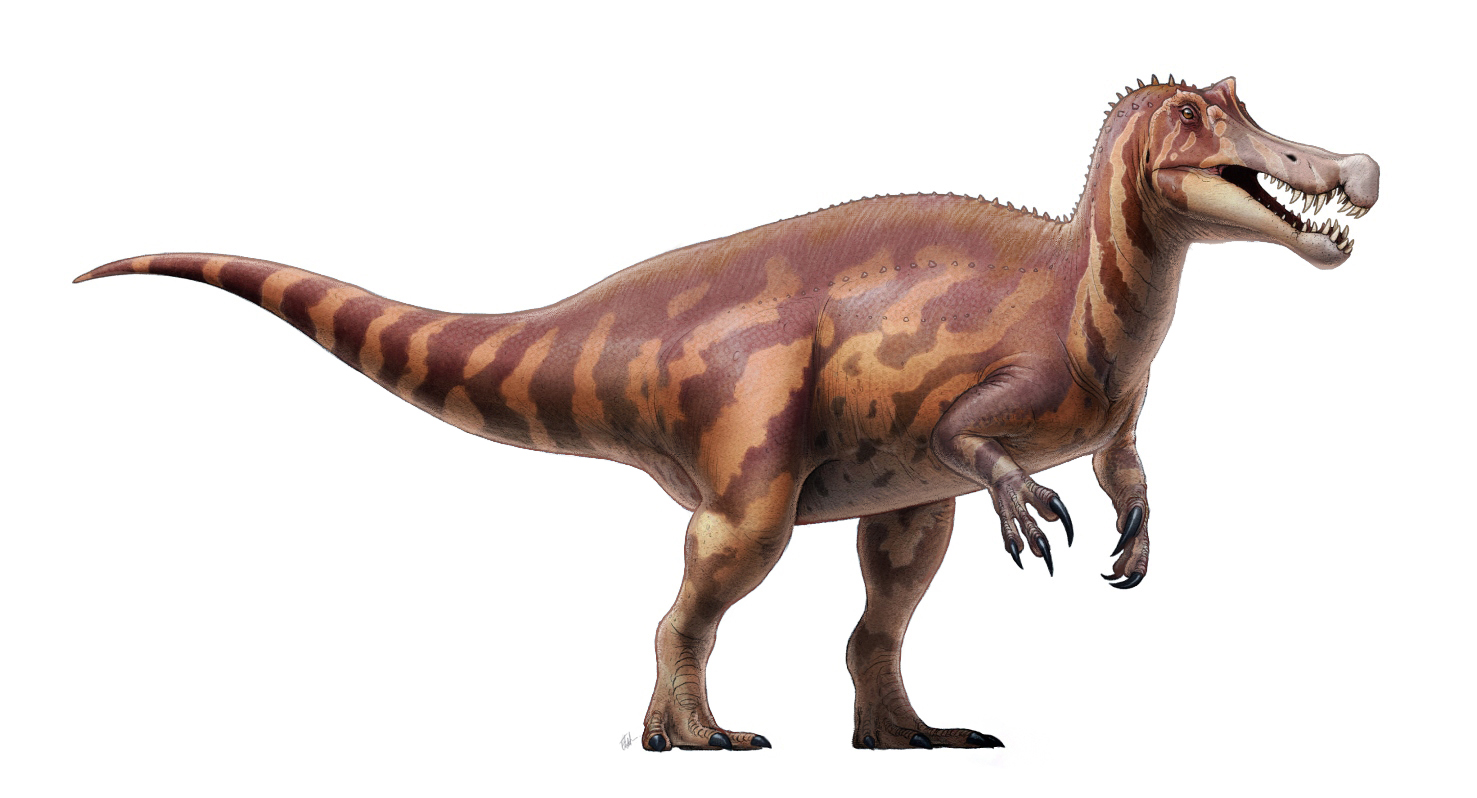
Rekonstruktion av spinosauriden Irritator.

Spinosauriderna var som alla andra kända Theropoder tvåbenta tågångare. Djuren hade, med undantag för Spinosaurus själv vars bakben var mycket små, mycket kraftiga bakben med tre tår med kraftiga klor. Spinosauridernas mest spektakulära karaktärsdrag var seglen på ryggen - hos Spinosaurus var detta ca 1,8 meter högt. Man vet inte exakt vilken funktion de fyllde och det återfinns inte på alla släkten. En del forskare tror att de fungerade som värmereglerare. Andra anser att de i första hand var avsedda för att användas för att locka till sig medlemmar av det motsatta könet under parningssäsongen eller möjligen som någon form av "roder" för de mer vattenanpassade medlemmarna av familjen.  Inte alla Spinosaurider hade segel. 
Spinosaurierna hade jättelika skallar, huvudet var emellertid mer långsmalt än hos andra theropoder. De hade långa krokodillika käftar fulla av stora huggtänder. Tänderna var raka, inte krökta som hos de flesta köttätande dinosaurierna. Detta tyder på att deras huvudsakliga diet var på fiskar (varav det fanns många väldiga arter under mesozoikum), inte på andra dinosaurier.

## Släkten
- †Spinosauridae
  - †Asiamericana?
  - †Camarillasaurus
  - †Iberospinus
  - †Minocepsosaurus
  - †Ostafrikasaurus?
  - †Siamosaurus
  - †Vallibonavenatrix
  - †Baryonychinae
    - †Baryonyx
    - †Cristatusaurus (=Baryonyx?)
    - †Protathlitis
    - †Suchosaurus (=Baryonyx?)
    - †Ceratosuchopsini
      - †Ceratosuchops
      - †Riparovenator
      - †Suchomimus

  - †Spinosaurinae
    - †Angaturama (=Irritator?)
    - †Ichthyovenator
    - †Irritator
    - †Oxalaia (=Spinosaurus?)
    - †Spinosaurini
      - †Sigilmassasaurus (=Spinosaurus?)
      - †Spinosaurus